# Vibha Tripathi
Vibha Tripathi (*1948) est une archéologue indienne. Elle est diplômée de l'université d'Allahabad.

## Publications
- Painted Grey Ware – An Iron Age Culture of Northern India, Concept Publication Co., N.Delhi, 1976.
- The Indus Terracottas (écrit avec Dr. A.K.Shrivastva), Sharda Publication House, N.Delhi, 1994.
- Archaeometallurgy in India, Sharda Publication House, N.Delhi, 1998.
- The Age of Iron in South Asia: Legacy and Tradition, Aryan International, New Delhi 2001.